# Rana płatowa
Rana płatowa (łac. vulnus lobatum), rana darta (łac. vulnus laceratum) – rana powstająca wskutek cięcia (najczęściej) lub szarpania skóry, a czasami głębiej położonych tkanek.
Mechanizm powstawania jest tu mniej istotny w stosunku do efektu jaki powoduje w postaci odwarstwienia (oderwania) na znacznym obszarze skóry lub głębiej położonych tkanek od ich podłoża (np. od kości czaszki, powięzi mięśniowych).
Problemem chirurgicznym w przypadku ran płatowych jest unaczynienie (ukrwienie) oderwanego płata. Zazwyczaj płat taki po dokładnym oczyszczeniu i usunięciu ciał obcych z obrębu rany (szkło samochodowe, okruchy rdzy, ziemi, lakieru itp.) przyszywa się bardzo luźno, pozostawiając niekiedy dren ssący Redona. Rana taka wymaga ścisłej obserwacji w okresie gojenia i ewentualnej interwencji w przypadku pojawienia się objawów niedokrwienia płata. W takich przypadkach odczekuje się aż do ostatecznej demarkacji (oddzielenia) obszarów martwiczych i uzupełnia się je przeszczepami skórnymi.